# Babs Tarr
Barbara Tarr (también conocida como Babs Tarr) es una dibujante de cómics freelance actualmente empleada por DC Comics y Image Comics. Es más conocida por su trabajo en Batgirl y por sus ilustraciones de estilo japonés.

## Primeros años
Babs Tarr se crio en Charleston, Carolina del Sur. Fue al Bishop England High School y después estudió Grabado en la Universidad de Arte de Osaka e Ilustración en Maryland Institute College of Art, donde se licenció en Bellas Artes.

## Carrera
En 2014, sus ilustraciones inspiradas en el estilo japonés llamaron la atención de DC Comics, donde fue contratada para ilustrar una nueva serie de Batgirl. Más tarde se convirtió en la única artista mujer en trabajar a largo plazo en un cómic relacionado con Batman. Desde entonces, ha sido contratada por Young Animal, Marvel Comics, y Image Comics. Ya que su foco principal era la ilustración, Cameron Stewart hizo los bocetos de los primeros números de Batgirl y Tarr los coloreó, les añadió detalles y los resaltó . Desde entonces, Tarr ha ilustrado y hecho las portadas para otras series de DC Comics, como Canario Negro y Academia Gotham. También ha trabajado para Hasbro, Disney, Boom! Comics, San Francisco Chronicle, The Boston Globe, y Brand X. Su estilo inspirado por el manga ha ganado fama después de la popularidad de Batgirl en la industria del cómic y se ha hecho hueco entre otros cómics en los que Tarr ha trabajado.
La ilustración de Tarr Sailor Moon Motorcycle Girls (que puede encontrarse en su página personal) se hizo muy popular e inspiró a Cameron Stewart y Brenden Fletcher a crear dos villanas para el número 36 de Batgirl basadas en la ilustración de Tarr.
En 2016 Tarr dejó de trabajar en Batgirl y empezó a trabajar en la serie Motor Crush de Image Comics, donde trabaja como dibujante y guionista.